# Kanton Créteil-Ouest
Kanton Créteil-Ouest (fr. Canton de Créteil-Ouest) je francouzský kanton v departementu Val-de-Marne v regionu Île-de-France. Tvoří ho pouze západní část města Créteil.